# Los Angeles Lakers 1991-1992
La stagione 1991-92 dei Los Angeles Lakers fu la 43ª nella NBA per la franchigia.
I Los Angeles Lakers arrivarono sesti nella Pacific Division della Western Conference con un record di 43-39. Nei play-off persero al primo turno con i Portland Trail Blazers (3-1).

## Roster
| N° | Naz.                   | Ruolo | Sportivo        | Anno | Alt. | Peso |
| -- | ---------------------- | ----- | --------------- | ---- | ---- | ---- |
| 2  | Stati Uniti (bandiera) | G     | Rory Sparrow    | 1958 | 188  | 79   |
| 3  | Stati Uniti (bandiera) | G     | Sedale Threatt  | 1961 | 188  | 79   |
| 4  | Stati Uniti (bandiera) | G     | Byron Scott     | 1961 | 191  | 88   |
| 6  | Stati Uniti (bandiera) | A     | Chucky Brown    | 1968 | 201  | 97   |
| 7  | Stati Uniti (bandiera) | G     | Demetrius Calip | 1969 | 185  | 75   |
| 12 | Jugoslavia (bandiera)  | C     | Vlade Divac     | 1968 | 216  | 110  |
| 14 | Stati Uniti (bandiera) | AC    | Sam Perkins     | 1961 | 206  | 107  |
| 20 | Stati Uniti (bandiera) | GA    | Terry Teagle    | 1960 | 196  | 88   |
| 25 | Stati Uniti (bandiera) | A     | Keith Owens     | 1969 | 201  | 102  |
| 34 | Stati Uniti (bandiera) | G     | Tony Smith      | 1968 | 191  | 84   |
| 41 | Stati Uniti (bandiera) | C     | Elden Campbell  | 1968 | 211  | 98   |
| 42 | Stati Uniti (bandiera) | AC    | James Worthy    | 1961 | 206  | 102  |
| 43 | Stati Uniti (bandiera) | G     | Cliff Robinson  | 1960 | 206  | 100  |
| 45 | Stati Uniti (bandiera) | AC    | A.C. Green      | 1963 | 206  | 100  |
| 54 | Stati Uniti (bandiera) | AC    | Jack Haley      | 1964 | 208  | 109  |

## Staff tecnico
- Allenatore: Mike Dunleavy
- Vice-allenatori: Bill Bertka, Jim Eyen, Randy Pfund
- Preparatore atletico: Gary Vitti